# 美旗新田駅
美旗新田駅（みはたしんでんえき）は、三重県名張市新田にかつてあった近畿日本鉄道（現・伊賀鉄道）伊賀線の駅（廃駅）である。

## 歴史
- 1922年（大正11年）7月18日：伊賀鉄道（旧）が美旗駅の名で開設[1]。
- 1929年（昭和4年）
  - 3月31日：大阪電気軌道が伊賀電気鉄道を合併し、大阪電気軌道伊賀線の駅となる[2]。
  - 4月1日：伊賀線の施設が参宮急行電鉄に貸し出され、営業は同社により行われる[2]。
- 1930年（昭和5年）10月10日：参宮急行電鉄の美旗駅開設に伴い、美旗新田駅と改称[1]。
- 1931年（昭和6年）9月30日：路線譲渡により参宮急行電鉄の駅となる[3]。
- 1941年（昭和16年）3月15日：大阪電気軌道との会社合併により、関西急行鉄道の駅となる[3]。
- 1944年（昭和19年）6月1日：会社合併により近畿日本鉄道の駅となる[3]。
- 1945年（昭和20年）6月1日：伊賀線伊賀神戸 - 西名張間が営業休止となったため、当駅も休止[1]。
- 1946年（昭和21年）3月15日：伊賀線伊賀神戸 - 西名張間が営業再開[1]（この時点では、当駅は休止中）。
- 1948年（昭和23年）4月1日：当駅と西原駅が営業再開[1]。
- 1964年（昭和39年）10月1日：伊賀線伊賀神戸 - 西名張間が廃止となったため、廃駅となる[1]。

## 駅構造
単式ホーム1面1線の無人駅。最末期の伊賀神戸 - 西名張間は旅客電車は1日5往復まで減少していたため、ホームは草生してかなり寂れた状態だったという。

## 廃止後
現在では、区画整理が行われ駅跡地や周辺は、痕跡をほとんどとどめず、田園地帯となっている。駅は美旗古墳群の貴人塚周辺にあり、当駅 - 西原駅間の小波田川には、当時使用されていた鉄橋跡が残っている。さらに当駅跡の伊賀神戸側には新田用水路をくぐったトンネルが残っていたが、西名張側の坑口および堀割区間は区画整理の際に埋められ、残っていた伊賀神戸側の坑口も、2013年度に行われたバイパス道路建設工事に伴い消滅した。トンネルから伊賀神戸駅までの廃線跡は、伊賀神戸駅手前で道路工事により消滅した部分があるものの、大部分が農道として残り、近鉄大阪線の車窓からも確認することができる。

## 隣の駅
近畿日本鉄道
■伊賀線 
伊賀神戸駅 - 美旗新田駅 - 西原駅